# 九鬼一人
九鬼 一人（くき　かずと、1958年 - ）は、日本の哲学者。岡山商科大学法学部名誉教授。学位は理学修士（東京大学大学院、1984年）。専門は哲学、倫理学、論理学。

## 人物
おもに、新カント学派の価値論の研究に取り組んでいる。九鬼は、バートランド・ラッセル、アマルティア・セン、デイヴィッド・ヒュームなどの議論を検討する論考も発表しているが、特にハインリヒ・リッケルト（九鬼は「リッカート」と表記）についての論考を多く発表しており、その関連からマックス・ヴェーバーに関する論考も発表している。

## 略歴
- 1982年3月 - 東京大学教養学部教養学科卒業
- 1984年3月 - 東京大学大学院理学系研究科博士前期課程修了 (理学修士)
- 1989年3月 - 東京大学大学院理学系研究科博士後期課程単位取得済満期退学
- 1989年4月 - 関東学院大学非常勤講師 (論理学担当)
- 1991年4月 - 東邦大学非常勤講師 (哲学担当)
- 1993年4月 - 放送大学非常勤講師 (「哲学と科学」担当)
- 1994年4月 - 関東学院大学非常勤講師 (哲学担当)
- 1996年4月 - 関東学院大学非常勤講師 (論理学担当)
- 1997年4月 - 岡山商科大学法経学部経済学科助教授
- 2004年4月 - 岡山商科大学法経学部経済学科教授
- 2005年4月 - 岡山商科大学法学部法学科教授
- 2024年3月 - 定年退職
- 2024年　- 岡山商科大学名誉教授[1]、非常勤講師[7]

## 業績

### 単著
- 新カント学派の価値哲学、弘文堂、1989年
  - オンデマンド版、2014年（引用等の修正、一部の重要な訳語の変更をほどこしたもの）
- 真理・価値・価値観、岡山商科大学（岡山商科大学学術研究叢書 5）、2002年